# Подільське товариство «Просвіта»
Подільське товариство «Просвіта» — громадська організація, заснована в січні 1906 в м. Кам'янець-Подільський. Організатори та найактивніші члени — О. Білоусов, С. Іваницький, Т. Павловський, К. Солуха, Ю. Сіцінський, В. Стиранкевич, М. Трублаєвич. На перших установчих зборах обрано раду товариства, до якої увійшли: голова К. Солуха, заступник С. Іваницький, секретар В. Стиранкевич, юрисконсульт М.Трублаєвич. Очолювали товариство протягом його діяльності лікар К. Солуха, учителі — Є. Шманкевич, Є. Кондрацький, А. Шумлянський. Товариство налічувало понад 300 активних членів. Почесними членами обрано В. Антоновича, єпископа Парфенія (Левицького).
У перший рік роботи товариство відкрило канцелярію, бібліотеку, книгарню, налагодило організаційну мережу. Поширювало діяльність на Подільську губернію. Започатковано філії в м. Могилів-Подільський (голова — І. Волошиновський), м. Печера Брацлавського повіту (нині село Тульчинського району Вінницької області; голова — І. Кульматицький). Могилів-Подільська філія 1906 заснувала 8 бібліотек-читалень у селах губернії.
Займалося видавничою, культурно-освітньою, мистецькою діяльністю. Поширювало українські видання, пересувні бібліотеки, організовувало літературно-музичні вечори, концерти, українські вечорниці, читання рефератів з актуальних питань українства, ставило вистави на українську тематику, відкривало книгарні, бібліотеки, читальні. Проводились вечори пам’яті Т. Шевченка. Товариством ініційовано впровадження у двокласних школах української мови, історії, літератури, здійснювалося навчання українською мовою. Із жовтня 1906 працювало над підготовкою програм для українських початкових і недільних шкіл та вечірніх лекцій для дорослих. Активна діяльність «Просвіти» підтримувалася членами Української думської громади 1-ї та 2-ї Державних дум Російської імперії. Отримано дозвіл на викладання української мови в початкових та церковно-парафіяльних школах на Поділлі. Незважаючи на перешкоди царської адміністрації, 1907 в губернії відкрито ще 24 бібліотеки-читальні.
Діячі товариства брали участь у перекладі українською мовою Євангелія (єпископ Парфеній — редактор, С. Іваницький, Ю. Сіцінський), яке вийшло 1907 й сприяло утвердженню українського правопису. Це видання поширювалося через власну книгарню. Укладено «Український катехизм» (1911—1912), де висвітлювалось «українське питання».
Члени товариства брали участь у діяльності різних громадських організацій, політичних партій, що призвело до його закриття (липень 1907). Діяльність у лютому 1908 відновлено на підставі нового статуту. Окремі діячі товариства виразно дотримувалися самостійницьких поглядів (Н. Григоріїв, Е. Ковальов, В. Приходько, В. Сочинський), обстоювали ідею незалежності української держави.
«Просвіта» продовжувала функціонувати до мобілізації 1916 активних членів на фронт.
По Лютневій революції 1917 діяльність товариства було відновлено. Надзвичайні губернські збори на підставі доповіді від товариства ухвалили постанови про навчання учнів українською мовою, організацію курсів української мови.
Діячі товариства стали активістами українського державотворення 1917—1920. Делегатом товариства на Всеукраїнському національному конгресі 1917 був В.Приходько. До Української Центральної Ради обрано П. Блонського, Г. Голоскевича, Н. Григорієва, В. Дудича, А. Животка, П. Куцяка, М. Литвицького, Д. Марковича, А. Мельника, О. Пащенко, В. Приходька, І. Рижія, Г. Степуру, В. Чехівського. Міністром освіти першої Української Народної Республіки став Н. Григоріїв. В урядових структурах УНР працювали Г. Голоскевич, Х. Лебідь-Юрчик, В. Чехівський, К. Широцький, Ю. Щириця. У міністерстві віросповідань Української Держави — А. Гриневич, О. Маричів.
1918 «Просвіта» мала: господарську, лекційну, народної освіти, артистично-мистецьку (у складі співочого, музичного, мистецького гуртків), видавничо-книгарську, етнографічну, організаційні комісії. Товариство брало активну участь в організації в місті українського університету, до відкриття якого випущено одноденну газету «Свято Поділля» та відкрито виставку (1918).
Товариство відкрило дитячі садочки, вечірню школу змішаного типу з безплатним навчанням для дорослих, гімназію ім. С.Руданського (перейшла до держави), мало у своєму віданні Шевченківський дім та театр. Національний хор і дитсадок стали самостійними закладами.
Міністром освіти другої УНР став І.Огієнко, у МВС працював І.Сторожук.